# Wierzbica (Jędrzejów)
Pour les articles homonymes, voir Wierzbica.
Wierzbica est une localité polonaise de la gmina de Sobków, située dans le powiat de Jędrzejów en voïvodie de Sainte-Croix.